# Самуил (село)
Вижте пояснителната страница за други значения на Самуил.
Самуѝл е село в Североизточна България, област Разград, административен център на община Самуил, железопътен възел.

## География
Селото е разположено в Лудогорското плато сред Самуилските възвишения. През него преминава Железопътна линия 9, Републикански път III-2005 и река Война. В Самуил живеят българи, турци и цигани.

## История
Имена
В чест на цар Самуил село Ашиклар е преименувано на Самуил (а гаровото село става Гара Самуил) с МЗ № 2820, обн. 14 август 1934 г.
Гаровото село Гара Самуил и село Самуил се сливат под името Самуил (като тяхната община Гара Самуил се преименува на Самуил) на 17.12.1955 г.

Железница
С построяването на железопътната линия Варна – Русе през 1866 – 1867 г. малкото дотогава селище получава гара с телеграфна станция с голямо значение за околността. След Освобождението там се заселват много българи. В-к „Свободен гражданин“ съобщава за за некачествено ползване на железопътната линия, довело да застояване на стоки на Ишикларската гара през 1896 г. Възниква гарово селище.
След световните войни започва строежът на първата републиканска жп линия, като свързва гарата с градовете Исперих (1948), Дулово (1960), Алфатар (1969) и Силистра (1974). Тази линия допълнително усилва значението на селото за региона и икономическото му развитие. Така близките села Хърсово, Голяма вода и Богданци се сдобиват със спирки по новопостроената линия, а на гара Самуил се прави връзка с влаковете в 3 направления – Силистра, Варна и Русе.

## Стопанство
Основна икономическа роля за селото и общината играе транспортната инфраструктура.
Водещ отрасъл е селското стопанство с приблизително 54 % от площите в общината, засети със зърнени култури. Добивите от пшеница и ечемик са над средните за страната.
Водещи предприятия в селото и общината са: вагоноремонтен завод, предприятие за преработка на растително олио, маслобойна, мелничен цех и млекопреработвателни предприятия.
Приоритети за развитие на общината са подобряване на инфраструктурата, инвестиции в селското стопанство и качеството на живот в общината.

## Религия
Религиите, изповядвани в Самуил, са източноправославно християнство и ислям.

## Забележителности
- Статуя на патрона на селото цар Самуил, разположена в центъра на селото близо до гарата.
- Гора Колчакова кория[6].

## Събития
В селото се провежда ежегоден панаир, който е през първата седмица на септември.
Пазарен ден за Самуил е събота.

## Личности
Родени в Самуил
- Васил Карадимов (р. 1937), художник.

Работили в Самуил
- Аничка Бочева (1933 – 2012), хореографка
- Христо Килифаревски (1875 – 1973), биолог
- Върбан Килифарски (1879 – 1923), анархист